# 진관

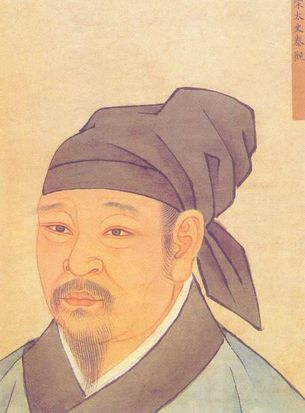

진관(중국어: 秦觀, 1049년∼1100년)은 송나라의 시인이다.

## 생애
진관은 자(字)가 소유[少游: 처음에는 태허(太虛)를 썼으나 37세 때 바꾸었음]고, 호(號)는 회해거사(淮海居士)로 양주(揚州) 고우(高郵: 지금의 강소성 고우) 사람이다. 그는 송(宋) 인종(仁宗) 황우(皇祐) 원년(1049)에 중소 관료 가정에서 태어났다. 조부 승의공(承議公)은 일찍이 남강(南康)에서 관직을 지냈고, 숙부 진정(秦定)은 회계위(會稽尉)·강남동로전운판관(江南東路轉運判官)·지호주(知濠州) 등의 관직을 지냈다.
진관은 어려서부터 어머니를 모시고 집 안에서 지냈기 때문에 세상 사람들과 별로 교제가 없었으며, 평시에는 다만 책을 빌려 열심히 읽고 문장을 학습할 따름이었다. 그와 같은 생활은 그의 성격을 유약하게 만들어 급기야 이후의 정치적 풍파와 그의 시(詩)·사(詞) 속에 그러한 성격이 반영된다. 학문을 연마하며 조용하게 성장기를 보낸 진관은 영종(英宗) 치평(治平) 4년(1067) 열아홉 살 때 담주(潭州) 영향주부(寧鄕主簿) 서성보(徐成甫)의 장녀 문미(文美)와 결혼했다.
진관은 당시 구양수(歐陽修)에 이어 문단의 영수로 떠오른 소식을 흠모해 그의 문하로 들어가 배우기를 희망했으나 뜻을 이루지 못하고 있던 중, 희령(熙寧) 7년(1074) 27세 때 진관은 소식이 항주(杭州)에서 밀주(密州)로 가는 도중 양주(揚州)에 들른다는 말을 듣고 소식이 묵을 절의 벽에다 미리 시 한 수를 적어놓았다. 소식이 그 시를 보고 내심 감탄해 마지않았는데, 나중에 손각이 와서 진관의 시와 사 수백 편을 보여주자 크게 감동해 “절의 벽에 시를 쓴 사람이 바로 이 사람이군요”라고 하고는 진관과 친교를 맺었다고 한다.
원풍(元豊) 원년(1078) 진관은 경사(京師)에 가서 처음으로 과거 시험에 응시했으나 낙방해 귀가했다. 이것이 벼슬길에 있어서 첫 번째 좌절이었는데, 그 실패로 말미암아 ＜엄관명(掩關銘)＞을 짓고 한동안 집 안에 들어앉아 독서로 소일했다. 얼마 후 그는 소식을 경모하는 마음에 팽성(彭城)으로 가 그를 방문했다. 그때 소식은 서주의 수재(水災)를 다스리고 나서 황루(黃樓)를 지은 참이라 그에게 ＜황루부(黃樓賦)＞를 지어달라고 부탁했다. 그가 작품을 완성하고 보여주자 소식은 그를 칭찬해 “굴원(屈原)과 송옥(宋玉)의 재능을 지니고 있다”라고 말했다고 한다.
진관은 당대의 대문호요 정치가였던 소식과 왕안석의 인정을 받았지만 과거 시험에 누차 낙방한 탓에 의기소침해서인지 1085년, 마소유(馬少游)라는 위인에게 공감해 자(字)를 소유(少游)로 바꾸었다. 그러나 이해에 진관은 뜻밖에도 과거 시험에 합격해 진사가 되었다. 이후 당파 싸움으로 소식이 실각됨과 동시에 항주(杭州), 침주(郴州), 횡주(橫州), 뇌주(雷州) 등지로 좌천되었다가, 휘종(徽宗)이 즉위하자 사면되어 돌아오는 도중에 등주(藤州)에서 죽었다.
고문(古文)과 시에 능하였고 특히 사(詞)에 뛰어났다. 시문집 ≪회해집(淮海集)≫(40권)과 그 ≪후집(後集)≫(6권), 사집(詞集)으로 ≪회해장단구(淮海長短句)≫(3권) 등이 있다.

## 작품세계
진관은 현존하는 작품이 110수 정도로 유영이나 소식처럼 많은 작품을 남기지는 않는다. 또한 새로운 세계를 창조하는 등 문학사적 공로가 큰 작가도 아니다. 하지만 전대(前代) 완약사(婉約詞)를 이어 받아 그 장점을 극대화해 누구나 함께 즐길 수 있고 함축적이면서도 정(情)과 운치가 뛰어난 신형의 사풍(詞風)을 창조했다. 따라서 그의 사를 감상할 때는 정이 뛰어나다는 특징에 주목해야 한다. 단지 연정(戀情)과 염정(艶情)만을 가리키는 것이 아니고, 신세지정(身世之情)과 폄적지정(貶謫之情)도 포함된다. 진관 사는 ‘신세지감을 염정 속에 합병해 넣은 것’으로 요약할 수 있으며 이것이 바로 전대의 완약사를 능가하게 된 현저한 특징인 것이다.
만남·이별·원망의 내용으로 염정을 표현한 초기 완약사는 유영에 이르러 작자의 나그네 심정이 담기며 그 경계가 확장되었다. 이어 진관에 이르러서는 한 걸음 더 나아가 부분적인 질적 변화가 일어나기 시작했다. 자신의 신세와 운명에 관련된 쓸쓸하고 슬픈 감정을 염정의 주제와 결함시킴으로써 낡은 몸뚱이 속에 새로운 혈액을 주입하게 된 것이다.
짧은 편폭의 소령(小令)에 담겨 있는 ‘뛰어난 운치’도 뛰어나지만, 더욱 주목할 것은 소령의 운치를 만사장조(慢詞長調)에 옮겨놓을 수 있었다는 것이다. 소령의 문아함을 이용해 유영 만사의 저속함을 바로잡으면서 다른 한편으로 소령의 함축성을 이용해 유영 만사의 직설적인 표현을 보완하는 데 성공했다. 장점으로 단점을 보충하고 우아함으로 저속함을 구제함으로써 어느 한쪽에 치우치지 않고 부드러우며, 우아한 사람과 통속적인 사람이 함께 즐길 수 있는 풍격과 미감을 갖춰 완약사의 대표 작가로 우뚝 설 수 있었다.

## 서지 정보
- 송용준 역, 2009년, 지만지, ISBN 978-89-6228-329-7